# Мост через Оку (М12)
Автомобильный мостовой переход через Оку — автодорожный металлический вантовый мост через реку Оку в районе города Мурома Владимирской области и города Навашино Нижегородской области. Введён в эксплуатацию 8 сентября 2023 года. Мост стал частью автомагистрали Москва — Нижний Новгород — Казань (трасса М12). Мост построен в непосредственной близости от города Мурома, а также соседствует с Муромским мостом. Проект компании «Автодор».

## Информация
Вантовый мост через Оку, построенный в составе трассы М-12 в районе Мурома на границе Владимирской и Нижегородской областей. В мае 2023 года планировалось замыкание руслового пролёта моста, а 8 сентября 2023 года — было запущено движения по нему. Длина автодорожного моста составляет 1377,6 метров; мост имеет 16 пролётов: 75+120+254+120+74+74+2х75+66+65+65+3х66+2х50 м. Для автотранспорта предполагается устройство двух полос движения шириной 3,75 м в каждом направлении. Это второй вантовый мост на этом участке Оки и единственный на строящейся трассе М-12. Мостовой переход расположен в 500 м ниже по течению от действующего Муромского моста, введенного в эксплуатацию в 2009 году. Скоростная автомобильная дорога М-12 является частью международного транспортного маршрута «Европа — Западный Китай».

## В филателии

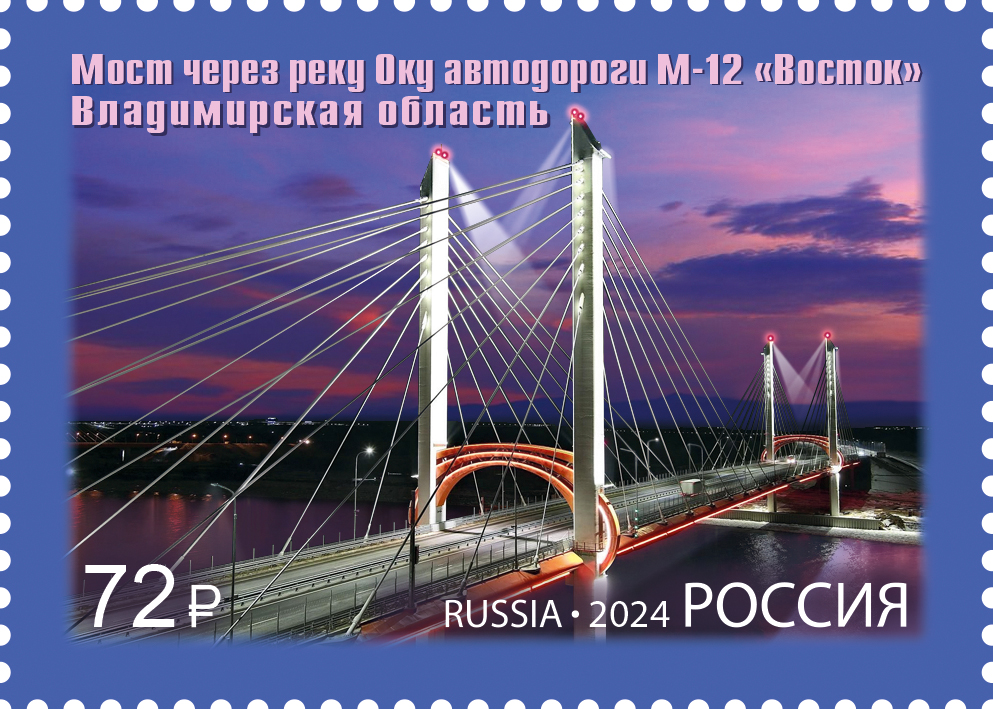
Марка Почты России, 2024 год

В 2024 году Почтой России была выпущена марка, на которой изображен мост.